# アルワンドの月の姫
『アルワンドの月の姫』（アルワンドのつきのひめ）は、ながと帰葉/著・赤羽しき/イラストによる日本のライトノベルのシリーズ。集英社のコバルト文庫から発売されている。全5巻。

## 概要
主人公のアルナイーズ姫は、月の様に美しいと国外にも名前を知られている美少女。しかし少女の胸の内には壮大な野望を持っている。その野望を遂げる為、支配国となった国の王子・シャルフと出会い、人生をかけた旅に出る。アラビアン・ラブコメディである。

## あらすじ
アルナイーズは、アルワンド領・領主の娘。彼女には銀の杖になると言う大きな野望があった。しかしアルナイーズは父の命で、領主の館に幽閉状態にあった。ある日、砂漠を越えて領を訪れた支配国の王子・シャフルが訪れた。
アルナイーズは、その豊富な知識を持ってして父を騙し、シャフルに取り入り館を出て共に支配国であるガストゥール国へと向かう。

## 登場人物

### 主要人物
アルナイーズ・ハッシュート
主人公。アルワンド領・領主の娘。17歳。“アルワンドにおわす月の姫君。その頬笑みは至上の宝石にして、その香は地上の夢。だれもがかの月を手に入れんと金貨を積むが、月は夜空にかかったまま。なびかぬ月を想いすぎて身を滅ぼす名士たち”と吟遊詩人に詠われるほどの美貌の持ち主。だがその正体はシャルフの”銀の杖”になると言う野望を持ち外の世界を望む勇敢な少女。シャルフに自分を認めて貰うために策を練り、何とか「お試し」の銀の杖になれた。通称はアルナ。
シャルフ・ヘイル
ガステゥール国の第二王子。19歳。中性的な顔立ちで聡明。武勇にも優れた王子。
アルナイーズと共に自国に帰還する際、兄であるサルディス、そしてその母であるルーターベの魔の手から逃れるためアルナイーズと共に画策。しかし味方であるはずのアルナイーズによってサルディス達の元へと捕え、献上させられる。だが、それはアルナイーズの計画の内であった。アルナイーズとスイーヴの手によって助け出されたシャルフはアルナイーズと共に計画を成功させ、見事兄サルディスを追い落とし王太子の地位を得る。
スイーヴ・ファーディラ
アルワンドを政略したガストゥール国の将軍。23歳。無口で冷ややかとも取れるその姿勢が逆にその鋭利な容貌を引き立たせる。アルワンド領の次期領主の座と引き替えにアルナイーズに協力するという取引により、アルナと婚約する。

### アルワンド領
ランガル・ハッシュート
アルワンド領の領主。昔は臣下とした政治の話をかみ砕いてアルナにしたり武術に興味を持つアルナのために専属の教師を用意したりしていたが、妻を早いうちに失くした時から容姿の良く似た実の娘アルナイーズを溺愛し、アルナイーズが家出したときには泣きながら抱きしめて一晩中離さなかったほど。必要以上に過保護に接し、娘のためにと従者のする仕事も自らする様な異様さ。しかし、その瞳には娘の姿に妻の姿を重ねて接しているために興奮するとアルナを「シャハルナーズ」と呼んだり、妻のようなしとやかさを強要する。
イゼ
女部屋の侍女頭。17歳。アルナイーズの乳姉妹で、アルナイーズにとっては姉の様な存在。アルナイーズが辛かった時期に守れなかった負い目から、アルナイーズの無茶な願いも出来るだけ叶えようとしているがどこか頼りなさが感じられる。
シャハルナーズ・ハッシュート
ランガルの妻でアルナイーズの母。アルナによく似た美貌の持ち主であったが、城から出た時に馬車を賊に襲われ殺された。その遺体は子供に見せられないほど惨いものだったらしい。淑やかで従順な女性。

### ガストゥール国
ザッハーン王
ガストゥール国王。身だしなみに厳しく、人前でも平気で息子を叱りつける。現在5人の王妃がいる。
ルーターベ
ザッハーン王の王妃でサルディスの母親。サルディスを王太子にするため他の王子達を次々手に掛けた。王の寵愛を一身に受けたシャルフの母親を毛嫌いし、シャルフを恨んでいる。宰相の娘。
サルディス
ガストゥール国第一王子。シャルフを献上してきたアルナに心奪われたがそれを利用され、見事王族の証である腕輪を奪われ離宮に飛ばされた。その後復讐のためアルナ達をおびき出したが、あえなく失敗。さらに遠くに飛ばされた。
シーリーン
ザッハーン王第二王妃の妹。シャルフの数多の交際相手で婚約をした仲とおもわれたが、それは文通相手に恋をしているが故の嘘。かなりの人見知りであったがすっかりアルナを信頼するようになり、「おねえさま」と呼び慕っている。
ガイルース
水の女神エダラットに仕える神官。シャルフを慕っていて、王太子付きの特別な神官を目指している。作銀師の一族の特徴でかなり童顔の金髪碧眼。

## 既刊一覧

### シリーズ本編
- 砂漠の王子と銀の杖 ISBN 978-4-08-601143-3
- 薔薇が届ける恋心 ISBN 978-4-08-601209-6
- 女神をあざむく魔物と月夜の秘め事 ISBN 978-4-08-601251-5
- 恋詩を捧ぐ夜鶯　ISBN 978-4-08-601283-6
- 王太子の婚礼　ISBN 978-4-08-601309-3